# Стриженова Маріанна Олександрівна
Маріа́нна Олекса́ндрівна Стриже́нова (рос. Стриженова Марианна Александровна; до шлюбу Гризунова-Бебутова, нар. 14 жовтня 1924, Москва, СРСР — пом. 12 травня 2004, Москва, Росія) — радянська акторка театру і кіно. Заслужена артистка РРФСР (1969). 

## Біографія
Батько Гризунов Олександр Іванович — актор МХТ, мати Марія Леонтіївна Алексєєва-Бебутова, служила в тому ж театрі. У 18 років вступила в шлюб з Героєм Радянського Союзу підполковником Веніаміном Кириловим, але чоловік загинув у 1943 році.
У 1947 році закінчила Вище театральне училище імені М. С. Щепкіна і стала акторкою театру ім. Моссовета. У 1957 році перейшла до Театру-студії кіноактора.
У перших фільмах знімалася під прізвищем Бебутова. Успіх їй принесла головна жіноча роль у фільмі «Овід», знятому у 1955 році, де її партнером був Олег Стриженов. Незабаром одружилася з ним. В 1957 році народила доньку Наталію.
Померла 12 травня 2004 року. Похована на Головинському кладовищі.

### Фільмографія
- 1950 — Щедре літо
- 1951 —  Тарас Шевченко — Агафія Андріївна Ускова
- 1955 —  Овід — Джемма
- 1957 —  Висота — Маша
- 1957 — Гутаперчевий хлопчик
- 1959 — У твоїх руках життя
- 1959 — Фома Гордєєв — Саша, утриманка Фоми
- 1960 — Сліпий музикант — Анна Михайлівна
- 1963 — Без страху і докору — мама Вадика і Колі
- 1965 — Крізь крижану імлу
- 1965 —  Чорний бізнес — Жанна
- 1966 — Їх знали тільки в обличчя — Адамова
- 1966 —  Третя молодість — дружина Гедеонова
- 1969 — Нічний дзвінок
- 1969 —  Серце Бонівура — Надія Петрівна Перовська
- 1974 — Великий приборкувач
- 1974 — Шукаю мою долю
- 1975 —  Капітан Немо
- 1976 — Тільки удвох
- 1981 — Відпустка за свій кошт — мама Юри
- 1982 — Бережіть чоловіків! — Віолетта Максімільянівна, дружина Артура Карповича
- 1984 — Час і сім'я Конвей
- 1988 — Артистка з Грибова — Ніна Олександрівна, мати Галини
- 1988 —  Батьки